# Vera Cooper Rubin
Vera Cooper Rubin, ameriška astronomka, * 23. julij 1928, Filadelfija, Pensilvanija, ZDA, † 25. december 2016, Princeton, New Jersey, ZDA.
Rubinova je pionirka na področju hitrosti vrtenja galaksij. Med preučevanjem rotacijskih krivulj galaksij je odkrila odstopanja med teoretično določeno hitrostjo in dejansko izmerjenimi vrednostmi. Ta pojav je postal znan kot problem vrtenja galaksij. Čeprav so dognanja Rubinove ob začetku naletela na dvom, so v naslednjih desetletjih opravljene meritve njene rezultate potrdile. Razmišljanja o vzrokih za ta odstopanja so pripeljala do teorije temne snovi.

## Ozadje in izobrazba
Vera Rubin se je rodila v Filadelfiji in živela v Washingtonu od svojega desetega leta dalje. V Washingtonu se je tudi začela zanimati za astronomijo. Oče Vere Rubin, Philip Cooper, je bil električni inženir, rojen v Vilniusu, Litva, kot Pesah Kobčevski. Njena mati, Rose Applebaum, po rodu iz Besarabije, je delala za Bell Telephone, kjer je obračunavala kilometrino za telefonske linije. Rubinova ima starejšo sestro po imenu Ruth Cooper Burg, ki je administrativna sodnica Obrambnem minstrstvu ZDA. Rubin je dobila diplomo BA na Kolidžu Vassar in se nato brez uspeha, ker ženske do leta 1975 niso bile sprejete v smer astronomija., skušala vpisati na Princeton.
Vpisala se je zato na Cornell, kjer je študirala fiziko, ki so ji predavali Philip Morrison, Richard Phillips Feynman in Hans Albrecht Bethe. Med študijem, ki ga je končala leta 1951, je dokazala eno od prvih odstopanj od t. i. Hubblovega toka v gibanju galaksij. Na osnovi opazovanj je prišla do zaključka, da se galaksije ne samo oddaljujejo, kot je tedaj predlagala teorija prapoka, temveč da se tudi vrtijo okrog neznanih središč. Predstavitev teh zamisli ni bila dobro sprejeta. Doktorsko delo je Rubinova opravila na Univerzi Georgetown, mentor pa ji je bil George Gamow. V svoji doktorski tezi konec 1954 je dokazala, da galaksije niso naključno porazdeljene po vesolju, temveč da tvorijo jate, zaključek, ki so ga začeli resno jemati šele dve desetletji kasneje.
Po doktoratu leta 1954 je Rubinova ostala na fakulteti še enajst let, čas za znanost je delila z vzgojo svojih otrok. Zapustila je nato Georgetown in se zaposlila na Oddelku za zemeljski magnetizem (Department of Terrestrial Magnetism - DTM), kjer je spoznala svojega dolgoletnega prijatelja Kenta Forda. Pet let po njenem prihodu v DTM sta skupaj začela preučevati vrtenje sosednjih galaksij, v prvi vrsti Andromedine galaksije. Njena odkritja na področju astronomije so doživela številne pohvale in tudi več nagrad, med drugim zlato medaljo londonske Kraljeve astronomske družbe; po Caroline Herschel je tako bila druga ženska, ki je dobila to nagrado.
Poleg svojih astronomskih dosežkov je Vera Rubin bila tudi družbeno dejavna in brez dlake na jeziku, kadar se je šlo za podporo ženskam, ki so se odločile za znanstveni poklic. Rubinova je bila prva ženska s pravico uporabljati palomarski daljnogled v San Diegu; utrla je tako pot enakosti v tem drobnem observatoriju. Kasneje jo je Nacionalna akademija znanosti (ZDA) (NAS) kot dotlej drugo žensko sprejela med svoje člane. Rubinova je dejavno opozarjala na razlikovanja zaradi spola v delu recenzentov. Skupaj z Margaret Burbidge se je zavzemala za nadaljnje vključevanje žensk v združenja, kot je Nacionalna akademija znanosti (ZDA).

## Znanstveno delo
Po maturi je Rubinova učila na kolegiju okraja Montgomery Maryland  in kot asistentka na univerzi Georgetown, kjer je 1962 dobila mesto docenta. Leta 1965 je tudi postala prva ženska z dovoljenjem, uporabljati instrumente Observatorija Palomar. Pred tem ženske niso imele dovoljenja za delo z njimi. Leta 1965 je dobila mesto na Oddelku za Zemljino magnetno polje, Na Zavodu Carnegie v Washingtonu  kjer odtlej deluje kot astronom. Rubinova je trenutno starejša sodelavka DTM, njeno delovno območje so »Galaktična in izvengalaktična dinamika;. struktura in dinamika vesolja pri velikih dimenzijah« Od leta 1978 je raziskala in analizirala več kot 200 galaksij.

### Problem vrtenja galaksij in temna snov
Rubinova je začela s temo, ki je bila blizu njenim dotlej spornim tezam o jatah galaksij; s Kentom Fordom, ki je bil odgovoren za razvoj inštrumentov, je opravila na stotine opazovanj. Rubin-Fordov pojav nosi njuno ime in je bil od vsega začetka predmet vročih razprav. Opisuje gibanje krajevne Galaksije glede na vzorec galaksij Krajevne skupine in pri tem ugotavlja, da se to gibanje razlikuje od gibanja krajevne Galaksije glede na kozmično mikrovalovno ozadje.
Da se izogne polemikam, se je Rubinova odločila svoje področje raziskav preseliti na za proučevanje rotacijskih krivulj galaksij, za začetek Andromedine galaksije. Na področju hitrosti vrtenj galaksij je opravila pionirsko delo. Med preučevanjem rotacijskih krivulj galaksij je odkrila razliko med napovedano in dejansko hitrostjo vrtenja galaksij. Galaksije se vrtijo tako hitro, da bi jih moralo raznesti, saj težnost zvezd v njih ne zadostuje za to, da jih obdrži skupaj. Ker pa galaksije ne letijo narazen, jih mora v občutni meri držati skupaj delež mase, ki je nevidna. Ta pojav je postal znan kot problem vrtenja galaksij. Po njenih izračunih morajo galaksije vsebovati vsaj desetkrat več temne mase, kot jo je mogoče pripisati vidnim zvezdam. Ti prvi zanesljivi rezultati kažejo, da bodisi newtonska težnost ne velja na splošno, bodisi 50 % in več mase galaksij obstaja kot temen halo okoli njih. Čeprav so dognanja Rubinove ob začetku naletela na dvom, so v naslednjih desetletjih opravljene meritve njene rezultate potrdile. Razmišljanja o vzrokih za vrtenja galaksij so pripeljala do teorije temne snovi.

### Temna snov
V sedemdesetih letih dvajsetega stoletja je Rubinova odkrila do tedaj najmočnejši dokaz za obstoj temne snovi. Narava temne snovi sicer še ni znana, vendar pa je njen obstoj ključnega pomena za razumevanje prihodnosti vesolja.
Obstoj temne snovi lahko pojasni več neodvisnih dejstev o vesolju: pojasni lahko rotacijske krivulje galaksij, gibanja galaksij v jatah galaksij, pojave zaradi gravitacijskega lečenja in porazdelitev mase v sistemih, kot je »Bullet Cluster«. Alternativni modeli MOND (Modificirana Newtonska dinamika) za rotacijske modele galaksij so izključeni. Rubinova je glede tega rezultata izrazila razočaranje: »Meni bi bilo bolj po srcu, če bi bilo treba popraviti Newtonove zakone, kadar gre za gravitacijske interakcije pri velikih razdaljah, namesto da vesolje polnimo z novo vrsto podjedrskega delca.«

## Priznanja

### Nagrade in častni naslovi
- Dicksonova nagrada za znanost (1993)[24]
- nacionalna medalja znanosti (1993)[25]
- lektorat Henryja Norrisa Russlla Ameriškega astronomskega društva (1994)[26]
- zlata medalja Kraljeve astronomske družbe (1996), prva ženska po Caroline Lucretii Herschel, katero je doletela ta čast v 1828.[27]
- Weizmannova nagrada za znanstvenice [28]
- Gruberjeva nagrada za kozmologijo (2002)[29]
- medalja Bruceove Tihomorskega astronomskega društva (2003)[30]
- medalja Jamesa Craiga Watsona Nacionalne akademije znanosti (ZDA) (2004)[31]
- Richtmyerjeva spominska medalja[32]
- nagrada Planetarija Adler za doživljenske dosežke [33]
- članstvo v Nacionalni akademiji znanosti (ZDA) (izbrana leta 1981)[34]
- članstvo v Papeški akademiji znanosti[35]
- članstvo v Ameriškem filozofskem društvu[36]
- Janskyjev lektorat pred Narodnim radijskim astronomskim observatorijem (NRAO)[37]
- vabljena debata na 19. generalni skupščini Mednarodne astronomske zveze na srečanju v New Delhiju, Indija.[38]
- Rubinova je prejela številne častne nazive, med drugim častne doktorate univerz Princeton, Harvard in Yale.

Do 2013 je bila Rubinova soavtorica 114 za objavo odobrenih znanstvenih člankov. Od 2002 do 2008 je tudi bila v nadzornem odboru Društva za znanost in javnost.

### Poimenovanja
- asteroid 5726 Rubin
- Rubin-Fordov pojav

## Osebno
Rubinova je od leta 1948 poročena z Robertom Rubinom, ki ga je spoznala na Cornellu, kjer je diplomiral iz fizikalne kemije. Vsi štirje od njenih otrok so doktorji naravoslovnih in matematičnih znanosti: David (1950), doktorat iz geologije, US Geological Survey; Judith Young (1952), doktorat iz področja fizike kozmičnih sevanj, astronomka na univerzi v Massachusettsu; Karl (1956), doktorat iz matematike, matematik na kalifornijski univerzi Irvine; in Allan (1960), doktorat iz geologije, geolog na univerzi Princeton.
Njen lastni boj za to, da se uveljavi v astronomiji, je vzrok za to, da podpira mlada dekleta, ki so se odločila izpolniti svoje sanje in se posvetiti raziskovanju vesolja. Omaložujoče mnenje ob njeni izbiri študija ji je bil stalen izziv, vendar pa je vztrajala; oče, kasneje pa mož in družina, so ji bili pri tem v podporo. Rubinova je bila sila za zaslužnejše mesto žensk ne samo v astronomiji, temveč na splošno v znanosti. Zavzemala se je za povečan delež žensk v Nacionalna akademija znanosti (ZDA) (NAS), v redakcijskih odborih in drugih znanstvenih institucijah. Pravi, da se je borila z NAS, in da je še vedno nezadovoljna s številom žensk, ki se vsako leto izvolijo. Pravi, da gre pri tem za najbolj žalosten del njenega življenja: »pred tridesetimi leti sem mislila, da je vse mogoče.«
Glede svoje zapuščine meni Rubinova: »Slava je minljiva, moje številke mi pomenijo več kot pa moje ime. Največji kompliment mi bo, če bodo čez leta moji rezultati še vedno uporabni za astronome.«

## Verski vidiki
Rubinova kot verna Judinja ne vidi spora med znanostjo in vero. V enem od intervjuvov je dejala: »v mojem življenju sta znanost in vera ločeni. Sem Judinja, tako da mi je vera neke vrste moralni kodeks in neke vrste zgodovine. Poskušam opravljati svojo znanost na moralen način in mislim, da je v najboljšem primeru znanost treba jemati kot nekaj, kar nam pomaga razumeti našo vlogo v vesolju."

### Članki
- Rubin, Vera C.; Ford, W. Kent Jr. (1970). »Rotation of the Andromeda Nebula from a Spectroscopic Survey of Emission Regions«. The Astrophysical Journal. 159: 379. Bibcode:1970ApJ...159..379R. doi:10.1086/150317.
- Rubin, V.C.; Roberts, M.S.; Graham, J.A.; Ford, W.K. Jr.; Thonnard, N. (1976). »Motion of the Galaxy and the local group determined from the velocity anisotropy of distant SC I galaxies. I – The data«. The Astronomical Journal. 81: 687. Bibcode:1976AJ.....81..687R. doi:10.1086/111942.
- Rubin, V.C.; Thonnard, N.; Ford, W.K. Jr. (1980). »Rotational properties of 21 SC galaxies with a large range of luminosities and radii, from NGC 4605 /R = 4kpc/ to UGC 2885 /R = 122 kpc/«. The Astrophysical Journal. 238: 471. Bibcode:1980ApJ...238..471R. doi:10.1086/158003.
- Rubin, V.C.; Burstein, D.; Ford, W.K. Jr.; Thonnard, N. (1985). »Rotation velocities of 16 SA galaxies and a comparison of Sa, Sb, and SC rotation properties«. The Astrophysical Journal. 289: 81. Bibcode:1985ApJ...289...81R. doi:10.1086/162866.
- Rubin, Vera C.; Graham, J.A.; Kenney, Jeffrey D.P. (1992). »Cospatial counterrotating stellar disks in the Virgo E7/S0 galaxy NGC 4550«. The Astrophysical Journal. 394: L9. Bibcode:1992ApJ...394L...9R. doi:10.1086/186460.
- Rubin, Vera C. (1995). »A Century of Galaxy Spectroscopy«. The Astrophysical Journal. 451: 419. Bibcode:1995ApJ...451..419R. doi:10.1086/176230.

### Knjige
- Rubin, Vera (1997). Bright galaxies, dark matters. Woodbury, NY: AIP Press. ISBN 1-56396-231-4.

## V popularni kulturi
- Rubinova nastopa v animiranem segmentu 13. in zadnje epizode serije Kozmos: Odiseja skozi prostor in čas
- Vero Rubin je mogoče videti v dokumentarnem filmu BBC dokumentarec Večina našega vesolja manjka.[43]
- V prvi epizodi 22. sezone Simpsonih, Milhouse meni, da je »Vers Rubin" (sic) najbolj zanesljiva stava za Nobelovo nagrado za fiziko za leto 2010.